# .қаз
.қаз (punycode: .xn--80ao21a; Қазақстан) — национальный домен верхнего уровня для Республики Казахстан. Третий домен в Интернете на кириллице (первый .рф, второй .срб). Основным отличием от .рф и .срб являются свойственные казахскому алфавиту буквы.

## История
В марте 2012 года Казахстан запустил национальный кириллический домен верхнего уровня .қаз, делегированный международной корпорацией ICANN.
Для проверки функционирования создан тестовый сайт ТЕСТ.ҚАЗ. Домен .қаз стал третьим кириллическим доменом в мире вслед за доменами .рф для России и .срб для Сербии.

## Календарь по запуску домена .қаз
Открытие регистрации будет производиться в несколько этапов.
Этап первый (с 1 по 30 апреля 2012 года) — резервирование доменных имен специального значения, доменов для правительственных органов и аппарата президента, доменных имен для технических нужд регистратуры.
Этап второй (с 1 мая до 30 июля 2012 года — приоритетная регистрация доменных имен для обладателей торговых марок, товарных знаков и фирменных наименований, зарегистрированных в соответствии с законодательством РК до 31 декабря 2011 года.
Этап третий (с 15 августа 2012 года) — регистрация доменных имен стала открытой для всех.
Регистрировать доменные имена в зоне .қаз можно через аккредитованных регистраторов. Функции ведения регистратуры адресов возложены на «Казахстанский центр сетевой информации» (KazNIC). Администратором домена верхнего уровня .қаз выступает Казахстанская ассоциация IT-компаний.